# Любенец (Болгария)
Любенец (болг. Любенец) — село в Болгарии. Находится в Сливенской области, входит в общину Нова-Загора. Население составляет 466 человек.

## Политическая ситуация
В местном кметстве Любенец, в состав которого входит Любенец, должность кмета (старосты) исполняет Йордан Марков Данев (Болгарская социалистическая партия (БСП)) по результатам выборов правления кметства.
Кмет (мэр) общины Нова-Загора — Николай Георгиев Грозев (Граждане за европейское развитие Болгарии (ГЕРБ)) по результатам выборов в правление общины.